# Ponte Bandeira Tribuzzi
A Ponte Bandeira Tribuzzi é uma ponte localizada na cidade de São Luís, no Maranhão.
Fica sobre o rio Anil, e liga o bairro do Jaracaty à Camboa. Foi inaugurada em 1980.
Homenageia o poeta maranhense Bandeira Tribuzi, autor do hino de São Luís.
Em 2017, foram inaugurados uma série de painéis de grafite na ponte, que fazem menção a personagens históricos e artísticos da capital maranhense e do bairro da Vila Gorete. Também foram construídos uma praça, quadra poliesportiva, pista de caminhada, além de um cais flutuante e ancoradouro para os pescadores da região.